# انقراض‌زدایی

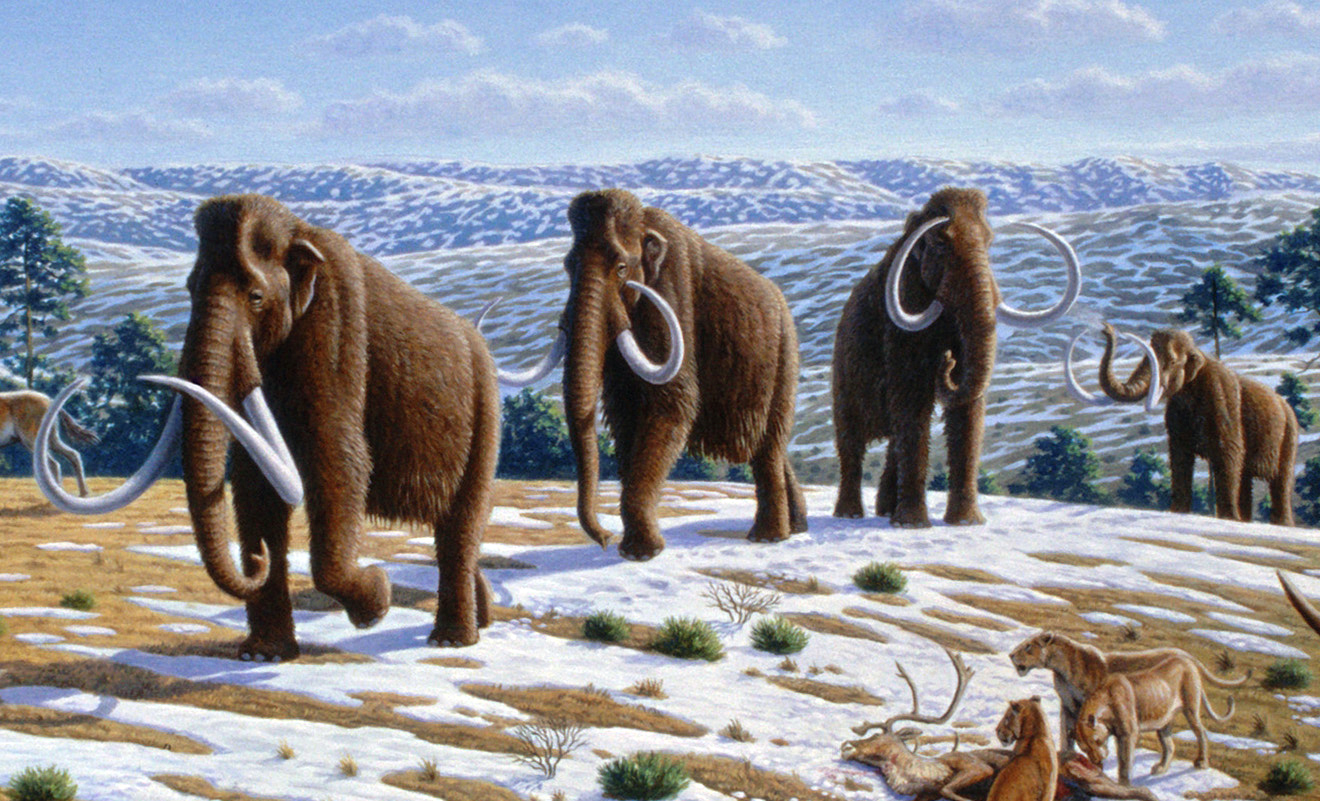
ماموت پشمالو یکی از نامزدهای انقراض‌زدایی با روش تاگ‌سازی یا مهندسی ژنوم است.

انقراض‌زدایی (انگلیسی: De-extinction) به رویه ایجاد یک جاندار گفته می‌شود که یا عضوی از یک گونه منقرض شده یا شبیه آن باشد یا ایجاد جمعیتی زاد و ولد کننده از این جاندارها. تاگ‌سازی شیوه‌ای است که بیشتر از همه مورد پیشنهاد است؛ گرچه، زادگیری گزینشی هم پیشنهاد شده است. تکنیک‌های مشابه هم بر روی گونه‌های در معرض خطر اعمال شده‌اند.
مباحثه چشمگیری در مورد انقراض‌زدایی وجود دارد. منتقدان تأکید می‌کنند که تلاش‌ها بهتر است صرف حفظ گونه‌های موجود شوند؛ ادعا می‌کنند که زیستگاه ضروری برای گونه‌های پیشتر منقرض شده محدودتر از آن است که بخواهیم انقراض‌زدایی را موجه بدانیم و اینکه آیا حفاظت تکاملی از این عملکردها بهره میبرد یا خیر، پرسش‌برانگیز است.

## شیوه‌ها

### تاگ‌سازی
تاگ‌سازی شیوه‌ای است که به عنوان یک گزینه برای برگرداندن گونه‌های منقرض شده با بیرون کشیدن هسته از یک سلول حفظ شده از گونه منقرض شده و جایگزین کردن آن در تخم نزدیکترین خویشاوند زنده مورد بحث است. باید ذکر شود که این شیوه فقط زمانی می‌تواند استفاده شود که سلولی محفوظ نگه داشته شده در دسترس باشد؛ این یعنی اینکه این شیوه بیش از همه برای گونه‌های تازه منقرض شده میسر است.

### زادگیری گزینشی
زادگیری گزینشی رویه‌ای است که طی آن خویشاوندان نزدیک گونه‌های منقرض شده مشخص می‌گردند و به طور خاصی جفت می‌شوند تا ویژگی‌های گونه منقرض شده را دوباره ایجاد کنند. این روش می‌تواند ویژگی‌های یک گونه منقرض شده را بازآفرینی کند اما ژنوم همچنان با گونه اصلی تفاوت می‌کند.
نیاگاو که در سال ۱۶۲۷ منقرض شد، می‌تواند با گرفتن نمونه‌های دی‌ان‌ای از تکه‌های استخوان و دندان در موزه‌ها به منظور به‌دست آوردن ماده ژنتیکی برای تولید دوباره دی‌ان‌ای این جانور برگردانده شود. محققان پس از آن، آن دی‌ان‌ای را با دی‌ان‌ای گاو اروپایی امروزی مقایسه می‌کنند تا معین کنند که کدامیک از بچه‌های آن‌ها هنوز ژن‌های آن جانور را با خود دارند و سپس برنامه زادگیری گزینشی را اجرا می‌کنند تا روند تکاملی را برعکس کنند.